# Pierre-Antoine Chardel
 (juillet 2020).
Pierre-Antoine Chardel est un philosophe et sociologue français né en 1971 à Antony (Hauts-de-Seine). Il est chercheur statutaire au Laboratoire d'Anthropologie Politique (UMR 8177, CNRS/EHESS), professeur des universités à l'école de management de l'Institut-Mines Télécom (IMT-BS)et co-responsable avec Valérie Charolles du séminaire à l’École des Hautes Études en Sciences Sociales (EHESS) "Socio-philosophie du temps présent. Enjeux épistémologiques, méthodologiques et critiques" (séminaire intégré au Master "Philosophie contemporaine" de l'ENS-Ulm). Ses travaux portent sur les enjeux socio-philosophiques, herméneutiques et éthiques des technologies numériques[source insuffisante] et, plus amplement, de l’hypermodernité.

## Biographie
Docteur en philosophie et sciences sociales  de l’École des Hautes Études en Sciences Sociales (EHESS)  et titulaire d’un PhD de l’Université Laval, au Canada (2000), Pierre-Antoine Chardel a notamment enseigné (de 1998 à 2002) à la Faculté de philosophie de l’Université Laval, dans les antennes françaises de l'Université de New York, de Stanford University, ainsi qu’à l’école d’ingénieurs Supélec, avant de rejoindre le département Langues et Sciences Humaines (LSH) de l’Institut National des Télécommunications (devenu Télécom SudParis) en tant que maître de conférences. Il y a notamment fondé et dirigé (de 2003 à 2011) l’équipe de recherche interdisciplinaire ETOS (Éthique, Technologies, Organisations, Société). 
Titulaire d’une Habilitation à diriger des recherches (HDR) en sciences sociales soutenue en mars 2012 à l’Université de Paris (Faculté des SHS - Sorbonne), qualifié aux fonctions de professeur des Universités par le CNU en sections 17 (Philosophie), 19 (Sociologie) et 72 (Epistémologie. Histoire des sciences et des techniques), il est professeur à l'école de management de l'Institut Mines-Télécom (IMT Business School), ainsi qu'à l'Institut Polytechnique de Paris (Télécom SudParis) et directeur de recherche au sein de l'école doctorale (ED 286) de l'Ecole des Hautes Etudes en Sciences Sociales. Il a notamment été conférencier et chercheur invité dans diverses universités étrangères (parmi lesquelles : Université fédérale du Para à Belem - Brésil ; Université de Tokyo - Japon ; Université de Copenhague - Danemark ; Université d'Antananarivo - Madagascar) ainsi qu'au MediaLab de Sciences Po Paris. Il est aussi membre des comités de rédaction des revues Etudes digitales, Revue Politique et Parlementaire et collabore assez régulièrement avec la revue Esprit.  

## Travaux
Ses recherches se concentrent sur l’évolution des processus de subjectivation et de l’agir collectif dans les sociétés hypermodernes. Il est, notamment, influencé par des auteurs tels que Jacques Derrida, Zygmunt Bauman, Emmanuel Levinas, Bernard Stiegler et Andrew Feenberg. 

### Interroger l’agir télé-communicationnel
Une part de ses activités porte sur l’idée que les études de communication en lien avec les nouvelles technologies sous-estiment la question des subjectivités. Questionner la dématérialisation comme un défi existentiel implique de se donner pour tâche d'analyser les caractéristiques de l’agir télé-communicationnel, et non plus seulement de l'agir communicationnel, et de la métamorphose numérique. 

### Questions d’éthique dans l’hyper-modernité
Au regard de la multitude de questions posées par les environnements hypermodernes et la prépondérance des écrans (ceux des smartphones ou des ordinateurs) dans nos vies , Pierre-Antoine Chardel s'appuie sur les théories du texte et l'herméneutique pour contribuer au développement d'une éthique de l'interprétation à l'ère numérique. Les écrans du quotidien sont ainsi interrogés comme des expériences culturelles à part entière, engageant notre condition d'être interprétant. 

### Sociologie des pratiques numériques et écologie informationnelle
Pierre-Antoine Chardel  examine en quoi l’expansion des médiations numériques intervient dans le développement de nouvelles pratiques de soi (au travers des réseaux sociaux et autres formes de sociabilité en ligne) et soulève des questions relatives à l’économie des affects qui se généralise dans les sociétés modernes « liquides » et qui entoure ces pratiques. Ses travaux sur Zygmunt Bauman illustrent ces enjeux.

## Ouvrages
- Gilles Deleuze, Félix Guattari et le politique, avec Manola Antonioli et Hervé Regnauld, (dir.), Paris, Editions du Sandre, 2006.
- Phénoménologie et technique(s), avec Pierre-Étienne Schmit dir.), Editions du Cercle Herméneutique – diffusion VRIN, Paris, 2008.
- Technologies de contrôle dans la mondialisation. Enjeux politiques, éthiques et esthétiques, avec Gabriel Rockhill (dir.), Editions Kimé, Paris, 2009.
- L’éco-éthique de Tomonobu Imamichi, (textes choisis et présentés par), avec Bernard Reber et Peter Kemp, Paris, Editions du Sandre, 2009.
- Conflits des interprétations dans la société de l’information. Éthique, politique et environnement, avec Bernard Reber et Cédric Gossart (dir.), Paris, Editions Hermès – Lavoisier, 2012.
- Zygmunt Bauman. Les illusions perdues de la modernité, Paris, CNRS Editions, 2013.
- Politiques sécuritaires et surveillance numérique (dir.), Paris, CNRS Editions, 2014.
- Ecologies sociales. Le souci du commun, avec Bernard Reber (dir.), Lyon, Editions Parangon, 2014[13].
- Espace public et reconstruction du politique, avec Jan Spurk et Brigitte Frelat-Kahn (dir.), Paris, Les Presses des Mines, 2015.
- Datalogie. Formes et imaginaires du numérique, avec Olaf Avenati (dir.), Paris, Editions Loco, 2016[14].
- Digital Identities in Tension: Between Autonomy and Control[15], with Armen Khatchatourov (Edited by), and Gabriel Peries, Andrew Feenberg, London, Wiley, 2019.
- Transition industrielle et organisations émergentes : l’éthique en question, avec Sophie Bretesché, Thibault de Swarte et Carine Dartiguepeyrou (dir.), Paris, Presses des Mines, 2019.
- L’empire du signal. De l’écrit aux écrans, Paris, CNRS Editions, 2020.
- Corps connectés. Figures, fragments, discours, avec Armen Khatchatourov, Olaf Avenati et Isabelle Queval (dir.), Paris, Presses des Mines, 2022.
- Socio-philosophie des technologies numériques. Ethique, société, organisations, Paris, Presses des Mines, 2022.
- Vertigineux réseaux. Enjeux éthiques, cliniques et politiques, avec Virginie Martin (dir.), Caen, Editions EMS, 2025.